# Повелитель кукол 2
«Повелитель кукол 2» (англ. Puppet Master 2) — американский фильм ужасов 1990 года режиссёра Дэйва Аллена, вторая часть киносериала Повелитель кукол.

## Сюжет
Отвратительные маленькие куклы возвращаются, чтобы завершить свои незаконченные дела. К ним присоединяется «Факел»-кукла-огнемет в шлеме кайзера Вильгельма, изрыгающая столб пламени из своей руки. Вместе куклы истребляют группу правительственных ученых-парапсихологов, которые снова возвращаются в злосчастный отель, чтобы выяснить, что произошло с предыдущей командой. А также владельцем отеля Галлахером, который был найден мертвым с вытащенными через нос мозгами.
Куклы эксгумируют своего создателя Андре Тулона. Повелителю кукол, который ходит полностью закутанный в тряпки, как «человек-невидимка» и которого все знают, как собственника отеля, недавно возвратившегося из Бухареста, нужны человеческий мозги, чтобы восстановить свою сгнившую плоть. Но для Тулона после оживления все складывается не так уж и хорошо, так как он имел неосторожность сказать куколкам, что продолжение их жизни не входило в его планы. Тут-то куклы его и «порешили»…

## В ролях
- Элизабет Маклеллан — Кэролин Брамвелл / Эльза Тулон
- Коллин Бернсен — Майкл Кенни
- Стив Уэллс — Андре Тулон
- Грегори Уэбб — Патрик Брамвелл
- Чарли Спредлинг — Ванда
- Джордж «Бак» Флауэр — Мэттью
- Джефф Вестон — Лэнс
- Алекс Бэнд — маленький мальчик
- Нита Талбот — Камилла